# یواس‌اس واپاتو (وای‌تی‌بی-۷۸۸)
یواس‌اس واپاتو (وای‌تی‌بی-۷۸۸) (به انگلیسی: USS Wapato (YTB-788)) یک کشتی بود که طول آن ۱۰۹ فوت (۳۳ متر) بود. این کشتی در سال ۱۹۶۶ ساخته شد.